# Michèle Mercier
Michèle Mercier (vlastním jménem Jocelyne Yvonne Renée Mercier, přech. Mercierová, * 1. ledna 1939 Nice) je francouzská herečka. Ve své kariéře spolupracovala s předními režiséry jako François Truffaut, Jean-Pierre Melville, Jacques Deray, Dino Risi, Mario Monicelli, Mario Bava, Peter Collinson a Ken Annakin. Jejími nejznámějšími hereckými partnery byli Marcello Mastroianni, Giuliano Gemma, Vittorio Gassman, Jean-Paul Belmondo, Jean Gabin, Charles Aznavour, Robert Hossein, Charles Bronson, Tony Curtis a Charlton Heston. Ačkoli se objevila ve více než padesáti filmech, nejproslulejší se stala svou rolí Angeliky, která ji nejen ve Francii katapultovala k vrcholům popularity.

## Život
Dcera francouzského lékárníka a italské matky chtěla původně být tanečnicí. Ale vzhledem k okolnostem na konci druhé světové války to nebylo jednoduché a její rodiče toto přání považovali za rozmar. Nicméně její rozhodnutí nakonec zvítězilo a nastoupila do baletního souboru jako jedna z tzv. "ballet-rats", sborových tanečnic. Brzy se zdokonalila a vystupovala již jako sólistka v operním domě města Nice. V patnácti letech potkala slavného Maurice Chevaliera, který prý předpověděl její budoucí úspěch.
V sedmnácti letech se přestěhovala do Paříže a nejdříve nastoupila do divadelní herecké společnosti Rolanda Petita, poté do společnosti "Ballet de la Tour Eiffel ". Současně s kariérou tanečnice studovala herectví pod vedením Solange Sicarda. Pro filmový debut se zdálo její jméno příliš dlouhé a staromódní. Bylo jí doporučeno přijmout jméno Michèle – což bylo jméno její mladší sestry, která zemřela v pěti letech na břišní tyfus. Nicméně přijala toto jméno i jako hold herečce Michèle Morgan.
Po několika romantických komediích a malé roli ve filmu Françoise Truffauta Tirez sur le pianiste (Zastřelte pianistu, 1960) pracovala v Anglii a natočila několik nízkorozpočtových filmů v Itálii. Obvykle hrála ženy s uvolněnou morálkou.
Psal se rok 1963, kdy bylo rozhodnuto natočit film podle románu Anne a Serge Golonových o krásné Angelice, kde dostala svou šanci. O roli Angeliky se ucházelo mnoho hereček. Producent Francis Cosne chtěl Brigitte Bardotovou, ta ale odmítla. Další adeptkou se stala Annette Stroybergová, ale nebyla dostatečně známá. Catherine Deneuve byla zase příliš nevýrazná, Jane Fondová mluvila francouzsky s americkým přízvukem a Virna Lisiová měla práci v Hollywoodu. Nejvážnější adeptkou se stala Marina Vladyová. Téměř už podepsala smlouvu, ale nakonec dostala tuto roli Michèle. Nebyla příliš nadšená, že se s ní jedná jako se začátečnicí v době, kdy už byla dobře známá v Itálii – v době, kdy byla kontaktována, aby hrála Angeliku, měla za sebou již dvacet filmů. V průběhu čtyř let (1964–1967) natočila pět dílů, které byly velmi úspěšné. Avšak role Angeliky v těchto romanticko-dobrodružných, poněkud kýčovitých snímcích znamenala pro ni nejen obrovský úspěch a štěstí, ale zároveň i prokletí. Rázem se stala široce známou a populární, srovnatelně s Brigitte Bardotovou, co se týká osobnosti a popularity. Role Angeliky však zastínila veškeré další aspekty její herecké kariéry; znamenala její vrchol, ale v podstatě také její konec.

## Osobní život
V roce 1961 se vdala za pomocného režiséra André Smaggheho. Bohužel se z něj stal alkoholik, který potřeboval čas od času hospitalizaci; manželé se rozvedli v roce 1965. Po dlouhém vztahu se v roce 1970 provdala za známého závodníka Clauda Bourillota, ale ten jednoho dne zmizel se všemi jejími šperky a penězi a zanechal ji naprosto bez prostředků; rozvedli se v roce 1976. Její další vztahy byly opět katastrofou. Přiznala, že její herecký kolega Vittorio Gassman se jí jednou pokusil znásilnit, a italský princ Nicola Bocompagni-Ludovisi zrušil sňatek po řadě let zasnoubení. Neměla žádné děti.

## Filmografie
- 1957 Retour de manivelle
- 1957 Donnez-moi ma chance
- 1959 Mademoiselle Ange
- 1960 Střílejte na pianistu
- 1960 La Saint mène la danse
- 1960 La Ligne de mire
- 1960 La Brune que voilà
- 1961 Goodbye Again
- 1963 L'Aîné des Ferchaux
- 1963 Les Pirates de la nuit
- 1963 Les Monstres
- 1963 Symphonie pour un massacre
- 1963 Les Trois visages de la peur
- 1964 Papa play-boy
- 1964 Velká nevěra
- 1964 Opačné pohlaví
- 1964 Casanova 70
- 1964 Angelika, markýza andělů
- 1964 Báječná Angelika
- 1965 Hrom do toho!
- 1965 Via Veneto
- 1965 Angelika a král
- 1966 Soleil noir
- 1966 Seconde vérité
- 1966 I Nostri mariti
- 1966 Comment j'ai appris à aimer les femmes
- 1967 Le Plus Vieux Métier du monde
- 1967 Nezkrotná Angelika
- 1967 Angelika a sultán
- 1968 Lady Hamiltonová
- 1968 Une corde, un colt
- 1969 Une veuve en or
- 1970 Les Baroudeurs
- 1971 Scandale à Rome
- 1971 Per amore o per forza
- 1971 La Femme sandwich
- 1971 Web of the Spider
- 1972 Le Viager
- 1972 L'Appel de la forêt
- 1972 Hlas divočiny (Volání divočiny)
- 1979 Iron Hand
- 1984 Jeans Tonic
- 1998 La Rumbera
- 2004 Krasnaya kapella